# بورتون دبليو. فولسوم جونيور
بورتون دبليو. فولسوم جونيور (بالإنجليزية: Burton W. Folsom, Jr.)‏ هو مؤرخ أمريكي، ولد في 1947.